# Prača (Dimitrovgrad)
Pour les articles homonymes, voir Prača.
Prača (en serbe cyrillique : Прача) est un village de Serbie situé dans la municipalité de Dimitrovgrad, district de Pirot. Au recensement de 2011, il ne comptait aucun habitant.

## Démographie
| 1948 | 1953 | 1961 | 1971 | 1981 | 1991 | 2002 | 2011 |
| ---- | ---- | ---- | ---- | ---- | ---- | ---- | ---- |
| 172  | 158  | 115  | 52   | 27   | 7    | 2    | 0    |

|  |